# Cristo e la Samaritana al pozzo (Annibale Carracci Brera)
Cristo e la Samaritana al pozzo  è un dipinto di Annibale Carracci realizzato circa nel 1594-1595 e conservato nella Pinacoteca di Brera di Milano. 

## Storia

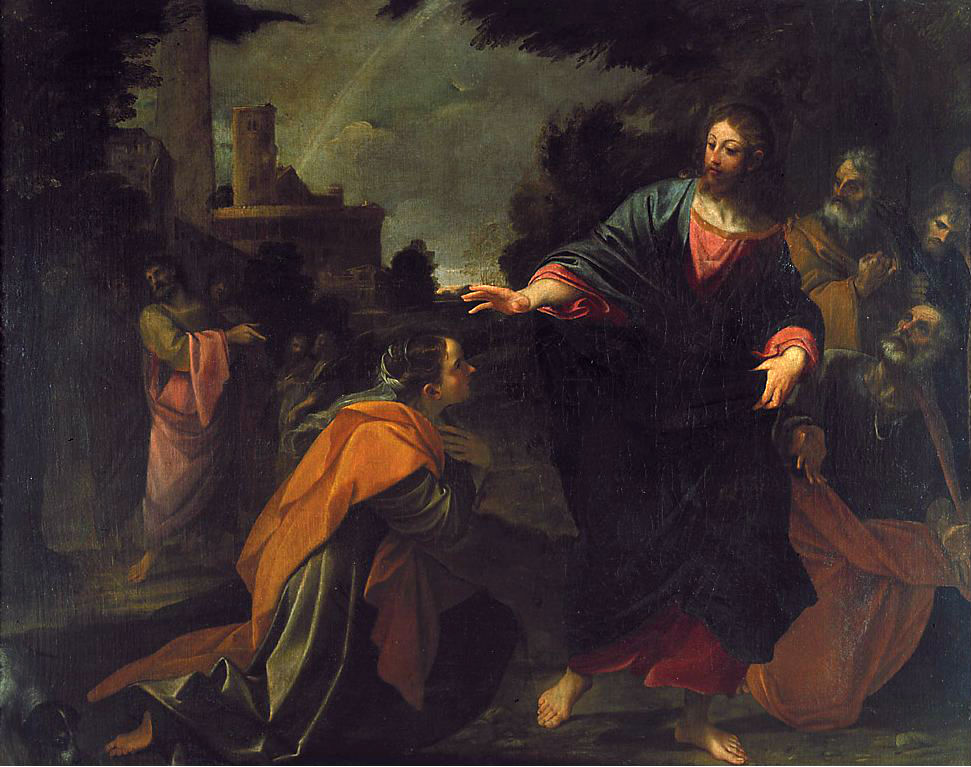
Ludovico Carracci, Cristo e la Cananea, 1593-1594, Milano, Pinacoteca di Brera

Il dipinto fu eseguito nell'ambito di una più complessiva campagna decorativa per Palazzo Sampieri, a Bologna, condotta tra il 1593 e il 1595. 
L'impresa, compiuta congiuntamente da Annibale, Agostino e Ludovico Carracci - e fu l'ultima fatica comune dei Carracci - comprese la realizzazione sia di un ciclo di affreschi (con Storie di Ercole) sia di tre grandi tele da utilizzare come soprapporta in altrettante stanze del palazzo.
Anche le tre tele componevano un ciclo unitario, dedicato ad episodi evangelici in cui Gesù colloquia con delle donne. Oltre alla Samaritana di Annibale, facevano parte di questo ideale trittico il Cristo e la Cananea di Ludovico Carracci e il Cristo e l'Adultera di Agostino Carracci.
Tutti e tre i dipinti vennero acquistati nel 1811, con molte altre opere della Collezione Sampieri (una delle più significative raccolte di opere della Scuola emiliana), dalla Pinacoteca di Brera, dove tuttora si trovano.

## Descrizione e stile

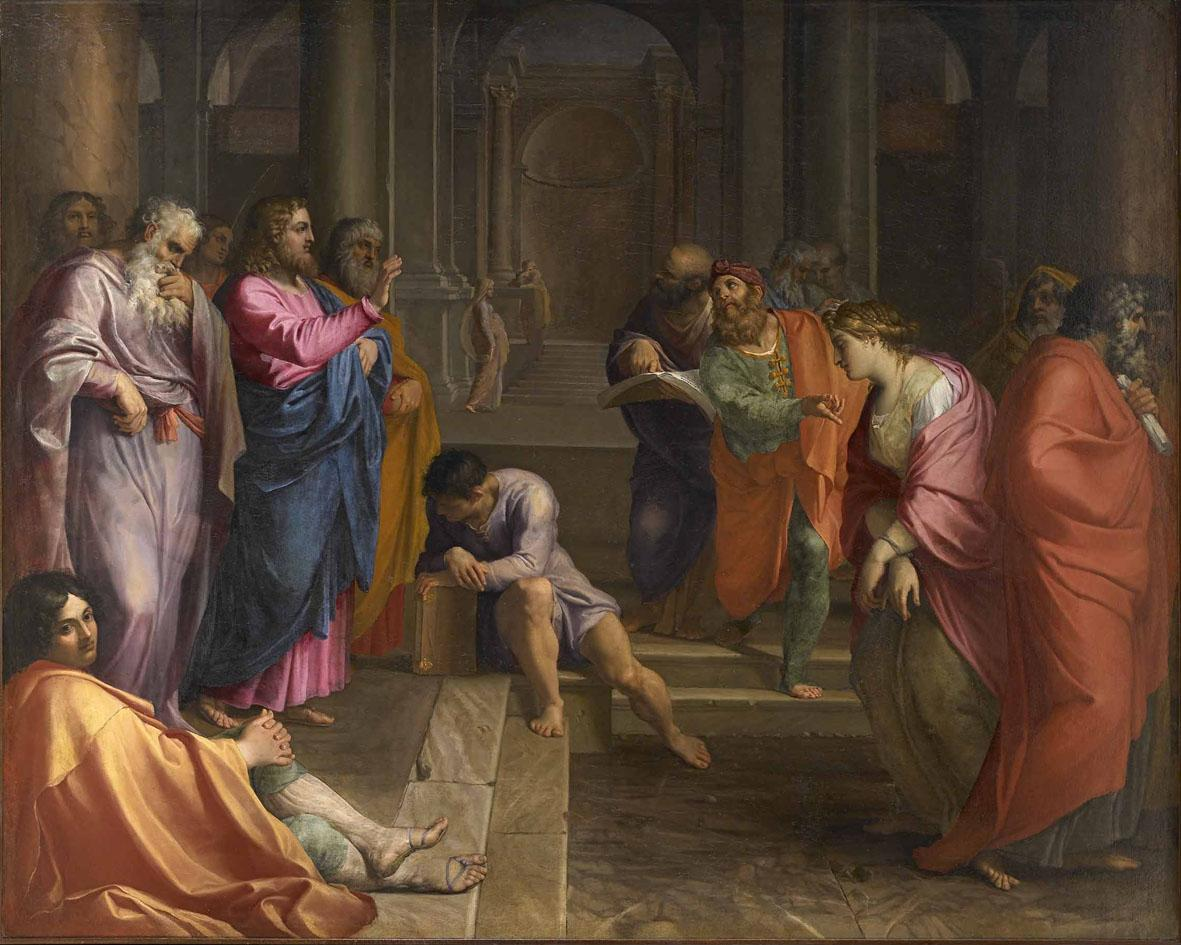
Agostino Carracci, Cristo e l’Adultera, 1593-1594, Milano, Pinacoteca di Brera

Il Cristo e la Samaritana di Brera si colloca in quel particolare momento della pittura di Annibale Carracci in cui all’influenza della pittura veneziana (che dal 1588 circa ha caratterizzato la sua arte) si associano rimandi alla tradizione pittorica centroitaliana e ritorni all’esempio di Correggio (maestro che Annibale aveva seguito con vivo interesse nei suoi anni giovanili).
Nell'opera, infatti, sono stati colti riferimenti al Veronese, ma anche una più pronunciata attenzione ai valori classici, tanto che Denis Mahon definì il dipinto “proto-poussinesque”, cioè precorritore dell'arte di Nicolas Poussin, uno dei massimi interpreti del classicismo seicentesco.
La Samaritana braidense si basa su un disegno preparatorio tradizionalmente attribuito a Ludovico Carracci, ma da ultimo riferito ad Agostino (British Museum) dal quale però Annibale si discostò in varie parti.
Con l’Elemosina di san Rocco, la Samaritana di Brera è l'unico dipinto del più giovane dei Carracci dal quale venne tratta un'incisione mentre Annibale era ancora in vita. La stampa è variamente attribuita a Guido Reni o Francesco Brizioe la sua prima tiratura risale già al 1595: fu quindi eseguita pochissimo tempo dopo il licenziamento della tela. 
Annibale realizzò, alcuni anni dopo, una replica con varianti della Samaritana, in formato molto più piccolo, che dopo un articolato percorso collezionistico è finita nel Museo di belle arti di Budapest.

## Altre immagini

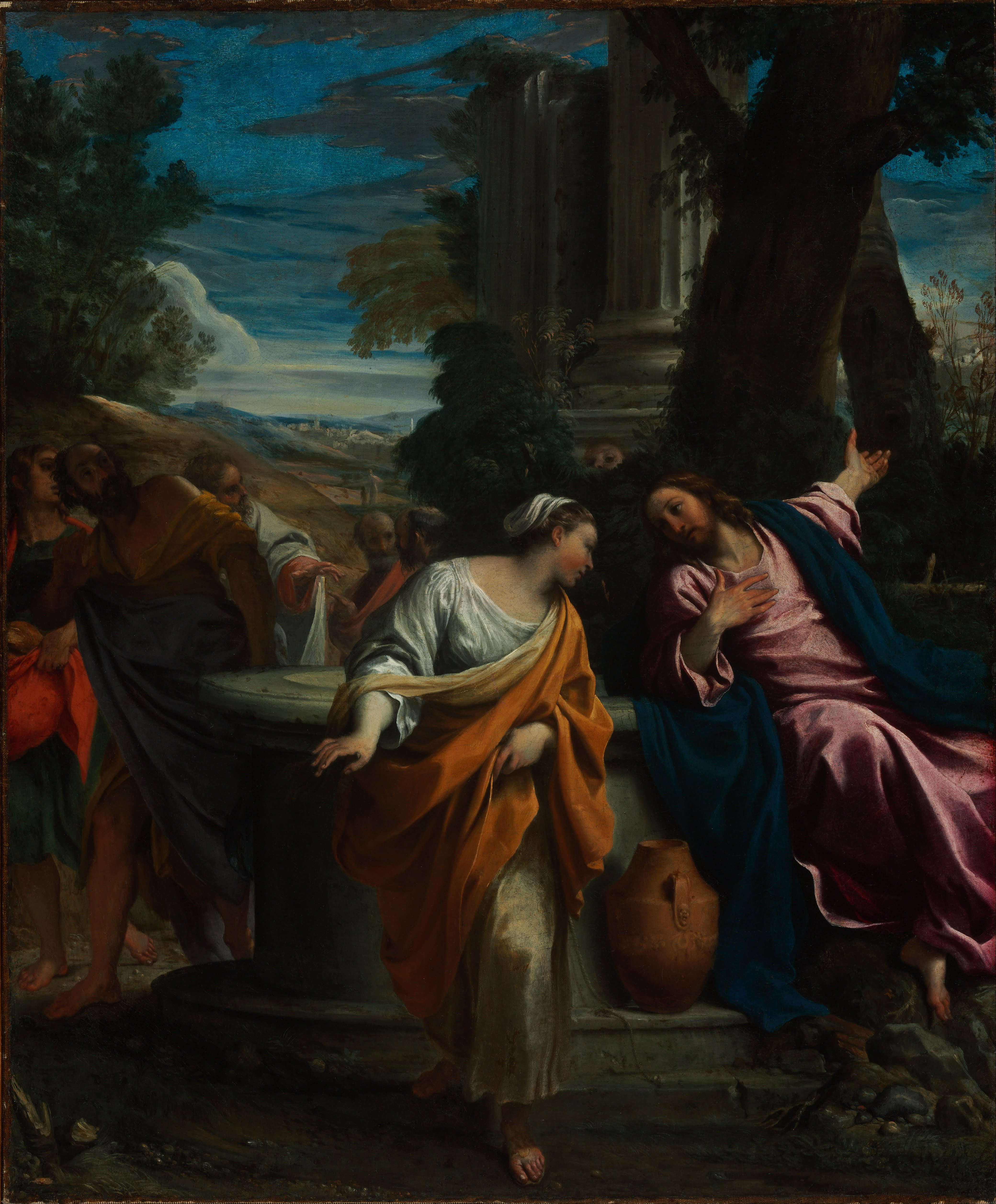
Annibale Carracci, Cristo e la Samaritana al pozzo, 1595 - 1597, Budapest, Museo di belle arti